# Abde Damar
Abdelilah Damar (Nador, Marruecos, 10 de febrero de 2000) es un futbolista hispano-marroquí que juega como extremo izquierdo en el CE Sabadell de la Primera División RFEF.

## Trayectoria
Damar es un futbolista nacido en Nador, Marruecos y criado en Gerona, formado en la Escuela de fútbol Gironès-Sàbat hasta 2018, cuando firmó por la UE Cornellà para jugar en categoría juvenil.
En la temporada 2019-20, forma parte del primer equipo de la UE Cornellà de la Segunda División B de España. 
El 30 de enero de 2020, firma por el Club Atlético de Madrid "B" de la Tercera División de España.
El 15 de agosto de 2021, firma por el RCD Espanyol B de la Segunda División RFEF, con el que disputa las temporadas 2021-22 y 2022-23, donde disputa un total de 57 partidos en los que anota 8 goles.
El 7 de julio de 2023, firma por la UD Ibiza por dos temporadas, que acababa de descender a Primera RFEF.
El 10 de enero de 2024, firma por el CE Sabadell de la Primera División RFEF, cedido por la UD Ibiza hasta el final de la temporada.

## Clubes
| Club                        | País   | Año         |
| --------------------------- | ------ | ----------- |
| UE Cornellà                 | España | 2019        |
| Club Atlético de Madrid "B" | España | 2020 - 2021 |
| RCD Espanyol B              | España | 2021 - 2023 |
| UD Ibiza                    | España | 2023 - act. |
| CE Sabadell (cedido)        | España | 2024 - act. |